# Hemerocoetes artus
Hemerocoetes artus är en fiskart som beskrevs av Nelson, 1979. Hemerocoetes artus ingår i släktet Hemerocoetes och familjen Percophidae. Inga underarter finns listade i Catalogue of Life.